# Comuna Överkalix
Överkalix (Överkalix kommun) este o comună din comitatul Norrbottens län, Suedia, cu o populație de 3.436 locuitori (2013).

## Geografie

### Zone urbane
Lista celor mai mari zone urbane din comună (anul 2015) conform Biroului Central de Statistică al Suediei:
| Nr | Zona urbană | Pop.  |
| -- | ----------- | ----- |
| 1  | Överkalix   | 1.036 |
| 2  | Tallvik     | 497   |
| 3  | Svartbyn    | 265   |

## Demografie
| \| Evoluția demografică în comuna Överkalix, 1970–2015 \| Evoluția demografică în comuna Överkalix, 1970–2015 \| Evoluția demografică în comuna Överkalix, 1970–2015 \| Evoluția demografică în comuna Överkalix, 1970–2015 \| Evoluția demografică în comuna Överkalix, 1970–2015 \| \| ----------------------------------------------------------------------------------------------------- \| --------------------------------------------------- \| --------------------------------------------------- \| --------------------------------------------------- \| --------------------------------------------------- \| \| An \| \| \| Locuitori \| \| \| 1970 \| 1970 \| \| 6036 \| 6036 \| \| 1975 \| 1975 \| \| 5462 \| 5462 \| \| 1980 \| 1980 \| \| 5083 \| 5083 \| \| 1985 \| 1985 \| \| 4840 \| 4840 \| \| 1990 \| 1990 \| \| 4744 \| 4744 \| \| 1995 \| 1995 \| \| 4560 \| 4560 \| \| 2000 \| 2000 \| \| 4206 \| 4206 \| \| 2005 \| 2005 \| \| 3872 \| 3872 \| \| 2010 \| 2010 \| \| 3611 \| 3611 \| \| 2015 \| 2015 \| \| 3395 \| 3395 \| \| Sursa: SCB - Statistika Centralbyrån, Folkmängd efter region, civilstånd, ålder och kön. År 1968–2016 \| \| \| \| \| |      |  |           |      |
| Evoluția demografică în comuna Överkalix, 1970–2015 |      |  |           |      |
| An |      |  | Locuitori |      |
| 1970 | 1970 |  | 6036      | 6036 |
| 1975 | 1975 |  | 5462      | 5462 |
| 1980 | 1980 |  | 5083      | 5083 |
| 1985 | 1985 |  | 4840      | 4840 |
| 1990 | 1990 |  | 4744      | 4744 |
| 1995 | 1995 |  | 4560      | 4560 |
| 2000 | 2000 |  | 4206      | 4206 |
| 2005 | 2005 |  | 3872      | 3872 |
| 2010 | 2010 |  | 3611      | 3611 |
| 2015 | 2015 |  | 3395      | 3395 |
| Sursa: SCB - Statistika Centralbyrån, Folkmängd efter region, civilstånd, ålder och kön. År 1968–2016 |      |  |           |      |